# چهل و دومین مراسم گلدن گلوب
۴۲مین مراسم گلدن گلوب برای ارج نهادن به بهترین فیلم و شوی تلویزیونی سال ۱۹۸۴ در ۲۷ ژانویه سال ۱۹۸۵ برگزار شد.
هاینگ اس. انگور اولین آسیایی هست که برنده گلدن گلوب می‌شود وی متولد کامبوج بود.

## برندگان و نامزدها

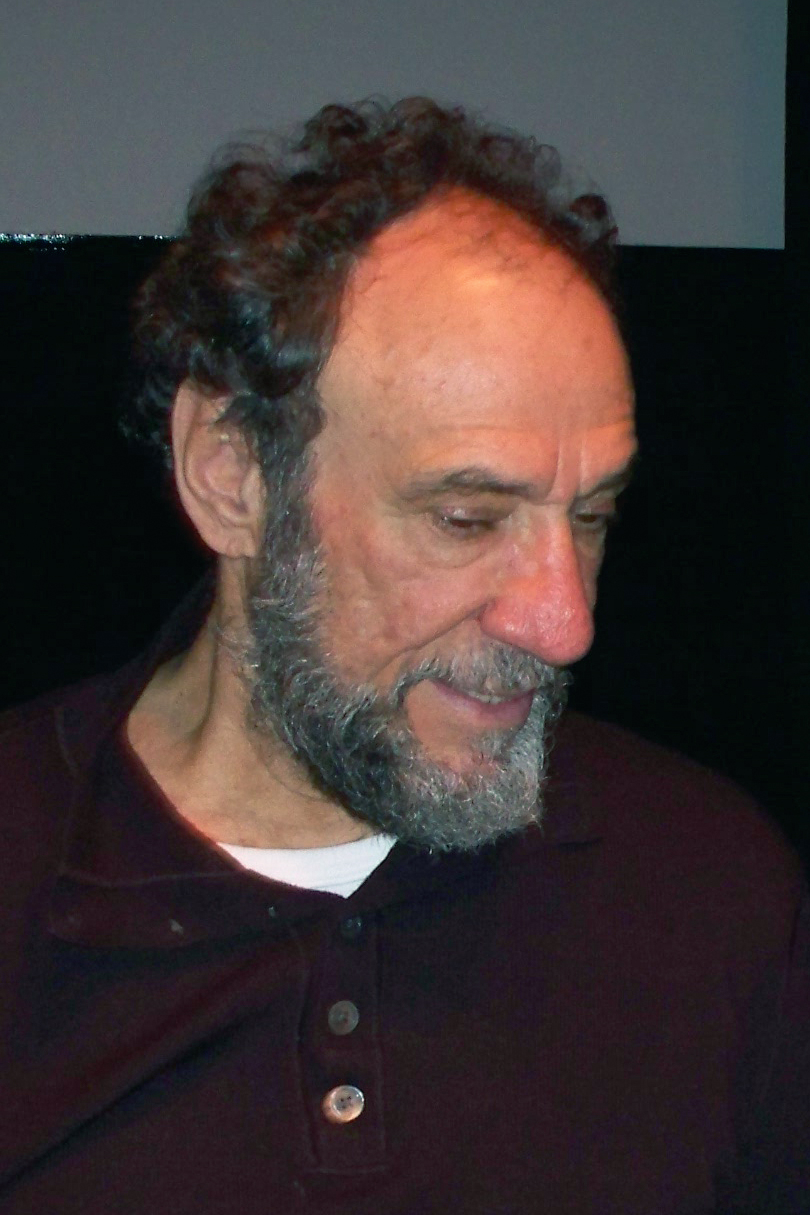
اف. موری آبراهام — Best Actor in a Motion Picture, Drama winner

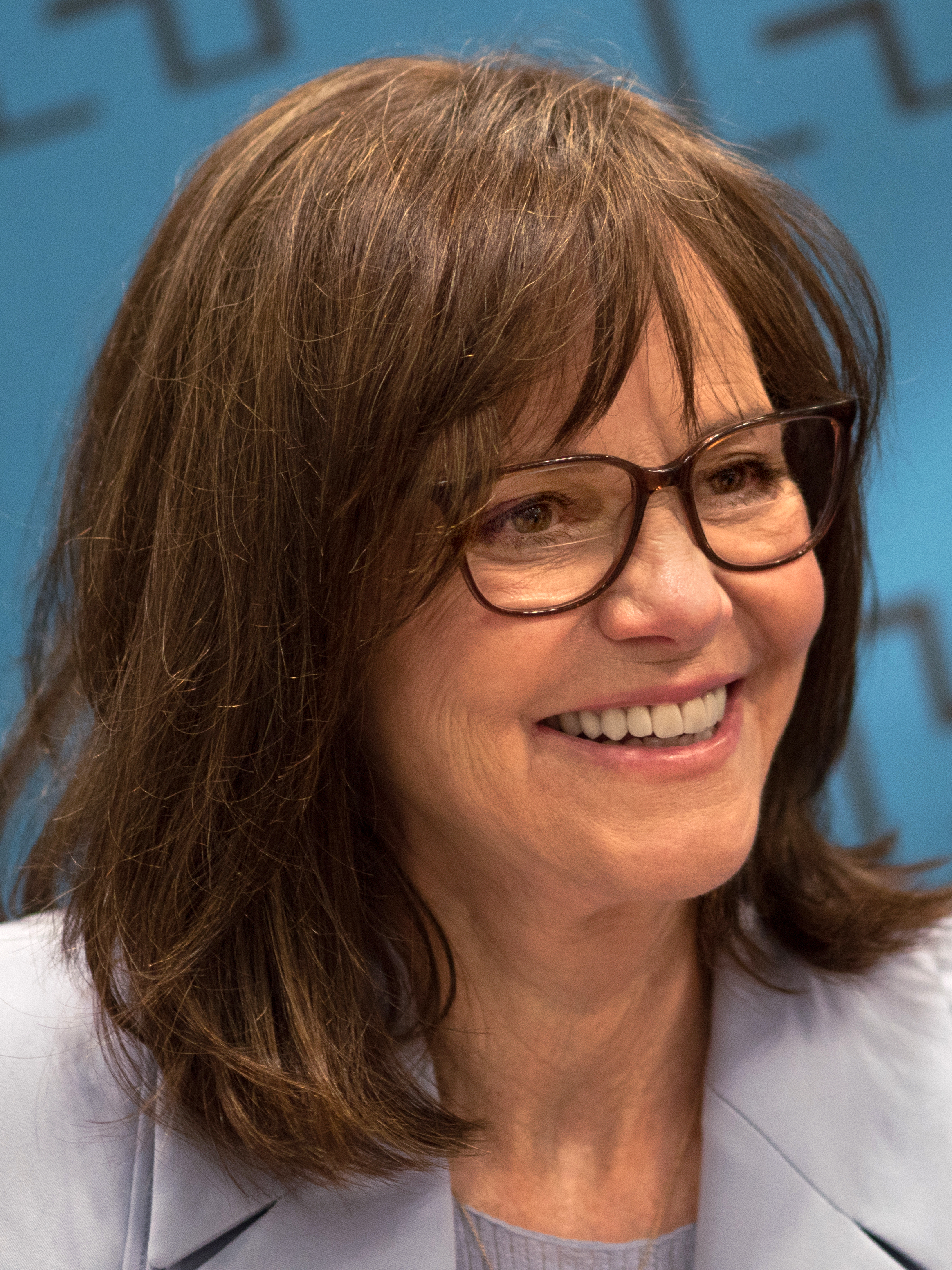
سالی فیلد — Best Actress in a Motion Picture, Drama winner

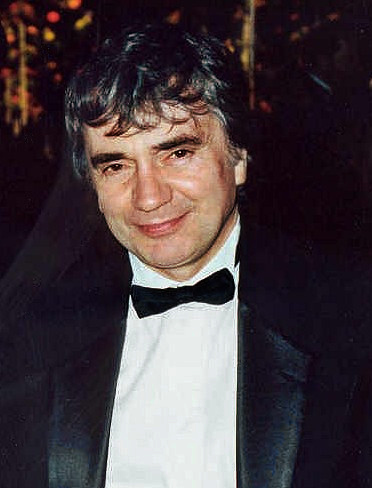
دادلی مور — Best Actor in a Motion Picture, Comedy or Musical winner

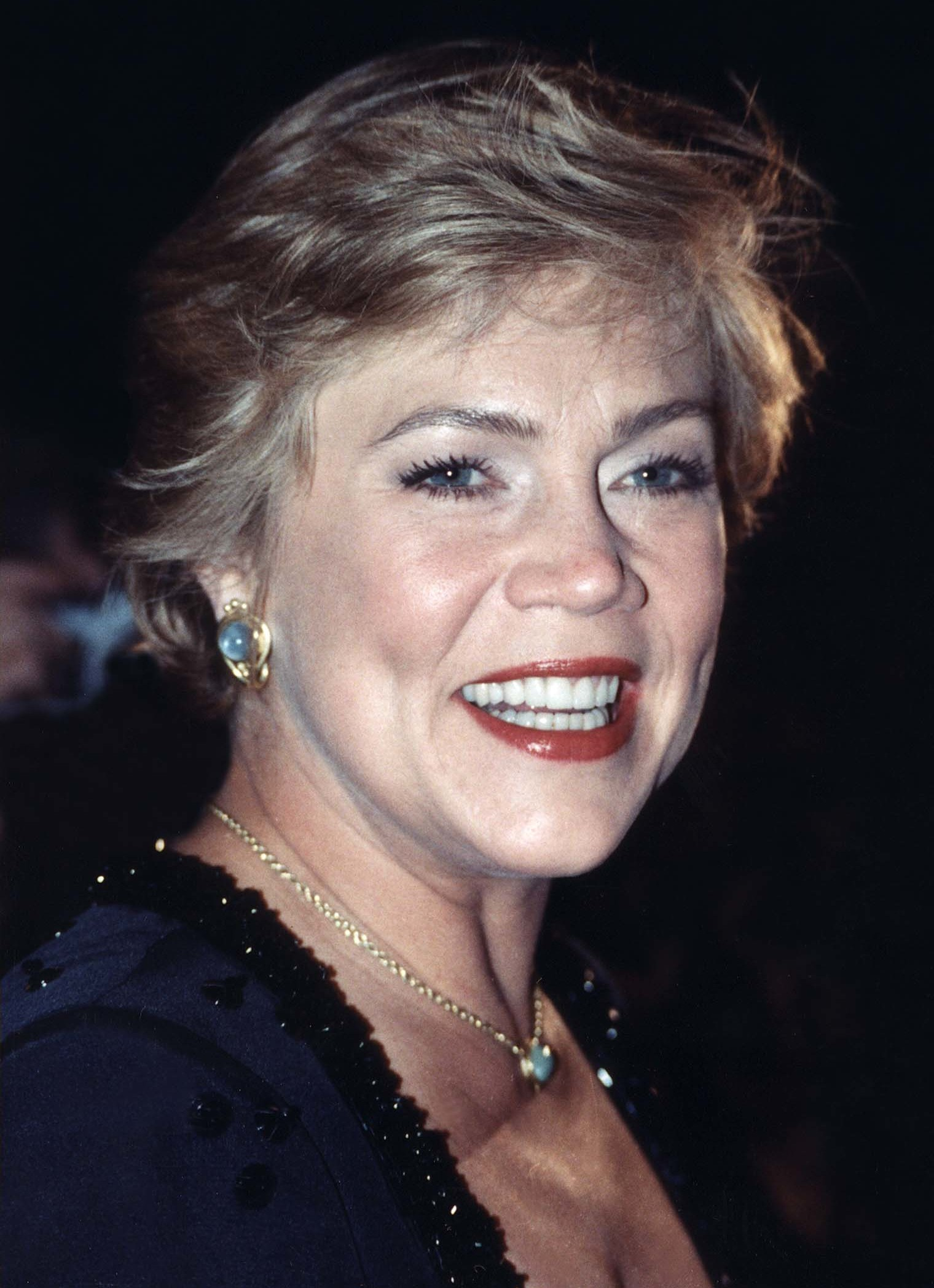
کاتلین ترنر — Best Actress in a Motion Picture, Comedy or Musical winner

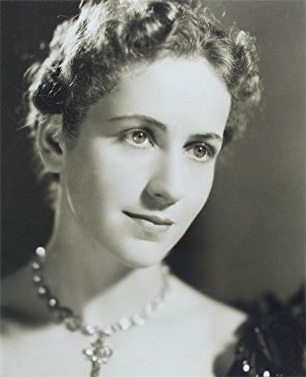
پگی اشکرافت — Best Supporting Actress in a Motion Picture, winner

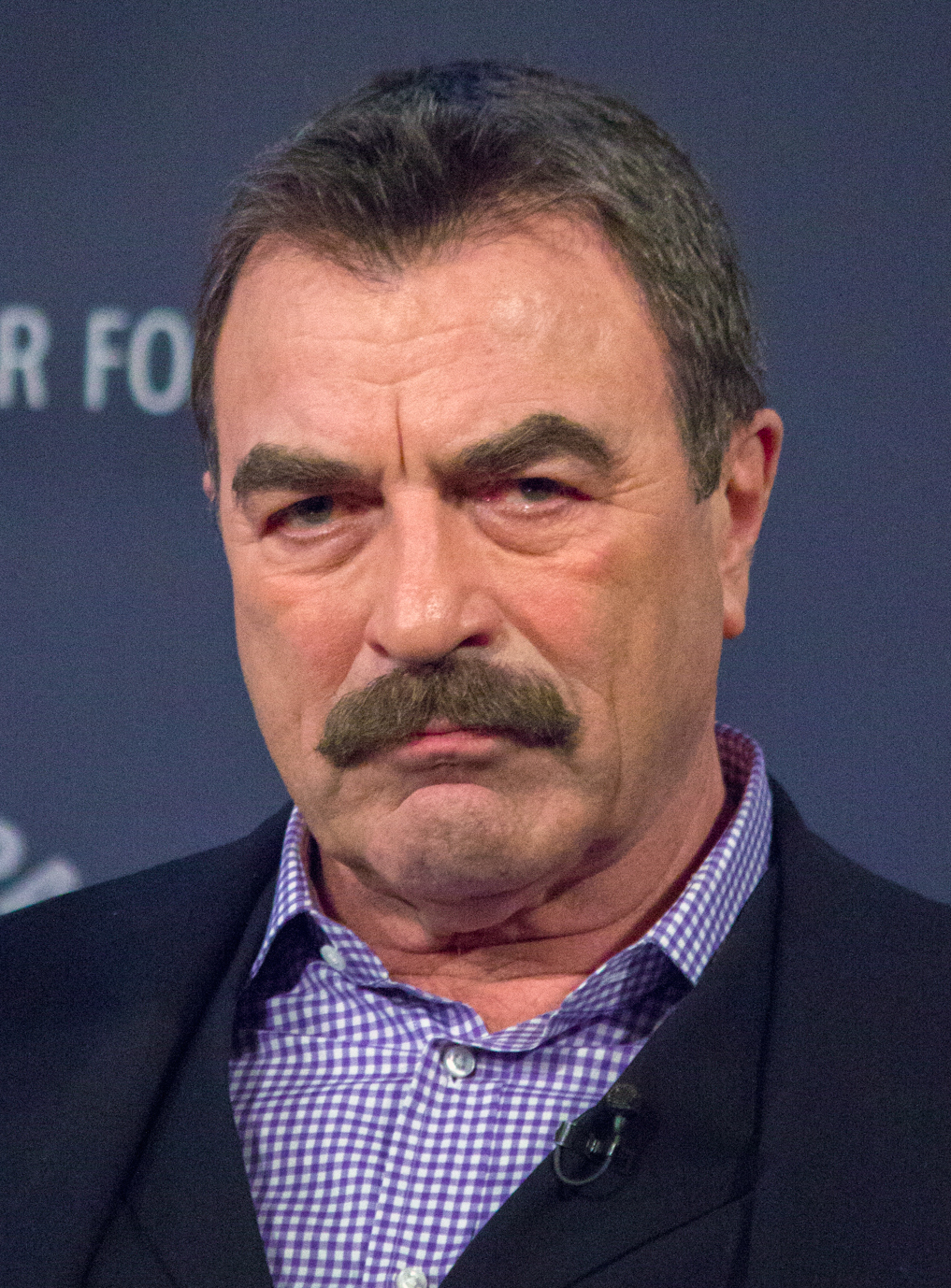
تام سلک — Best Actor in a Television Series, Drama winner

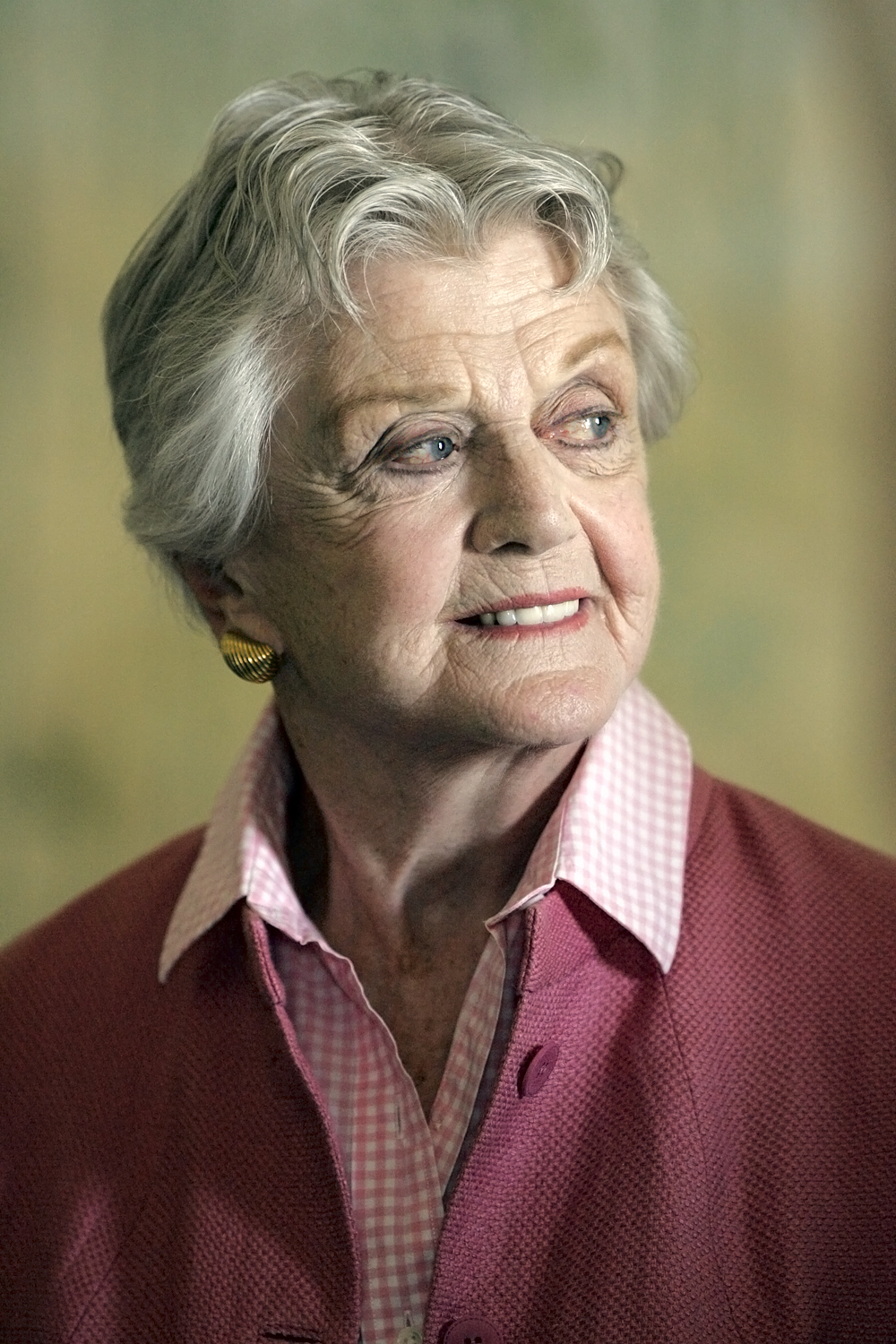
آنجلا لنسبوری — Best Actress in a Television Series, Drama winner

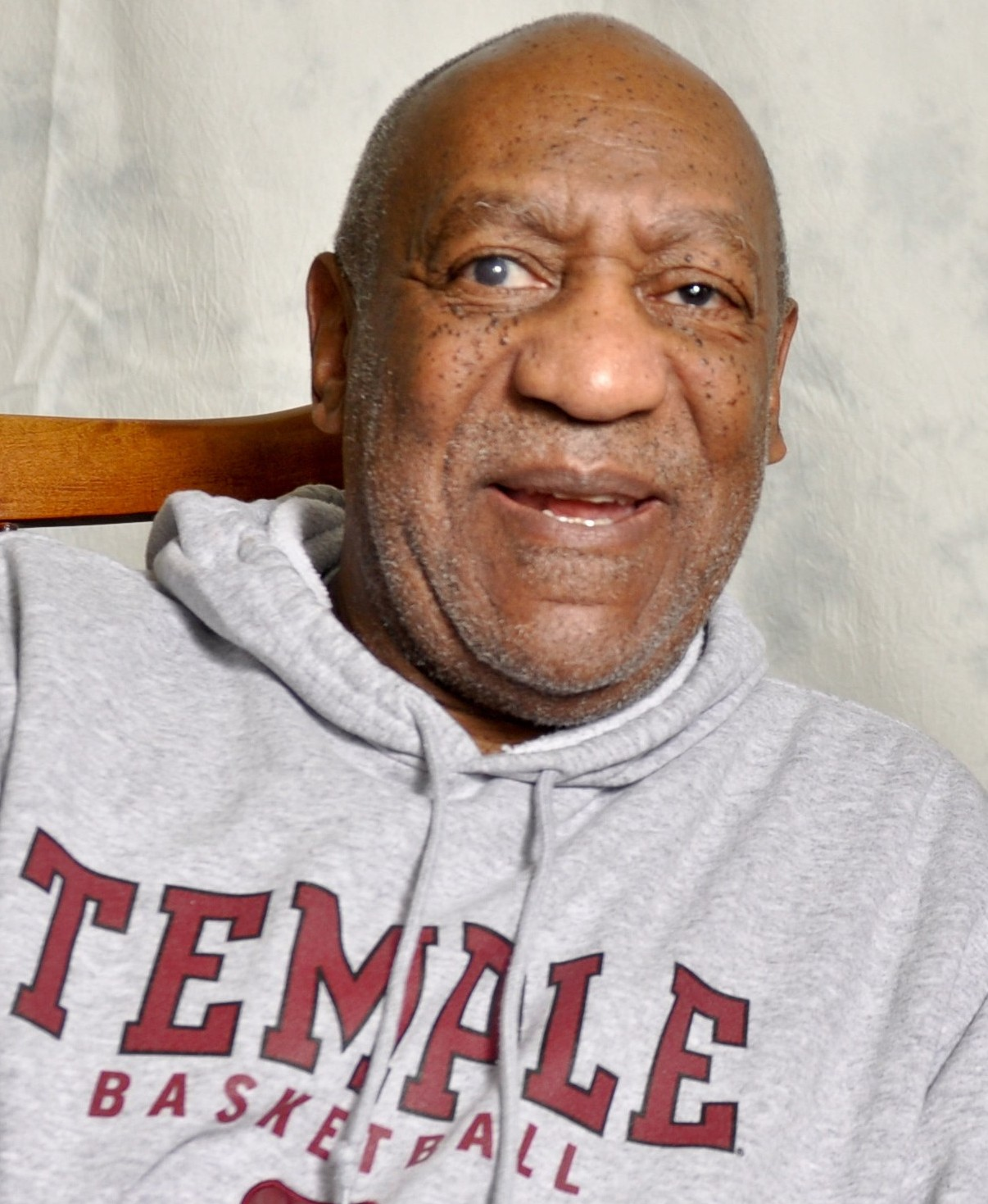
بیل کازبی — Best Actor in a Television Series, Comedy or Musical winner

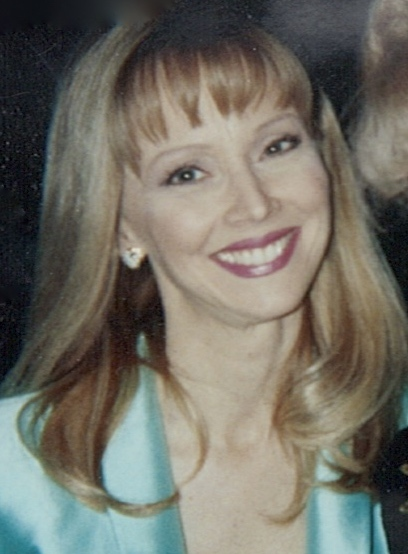
شلی لانگ — Best Actress in a Television Series, Comedy or Musical winner

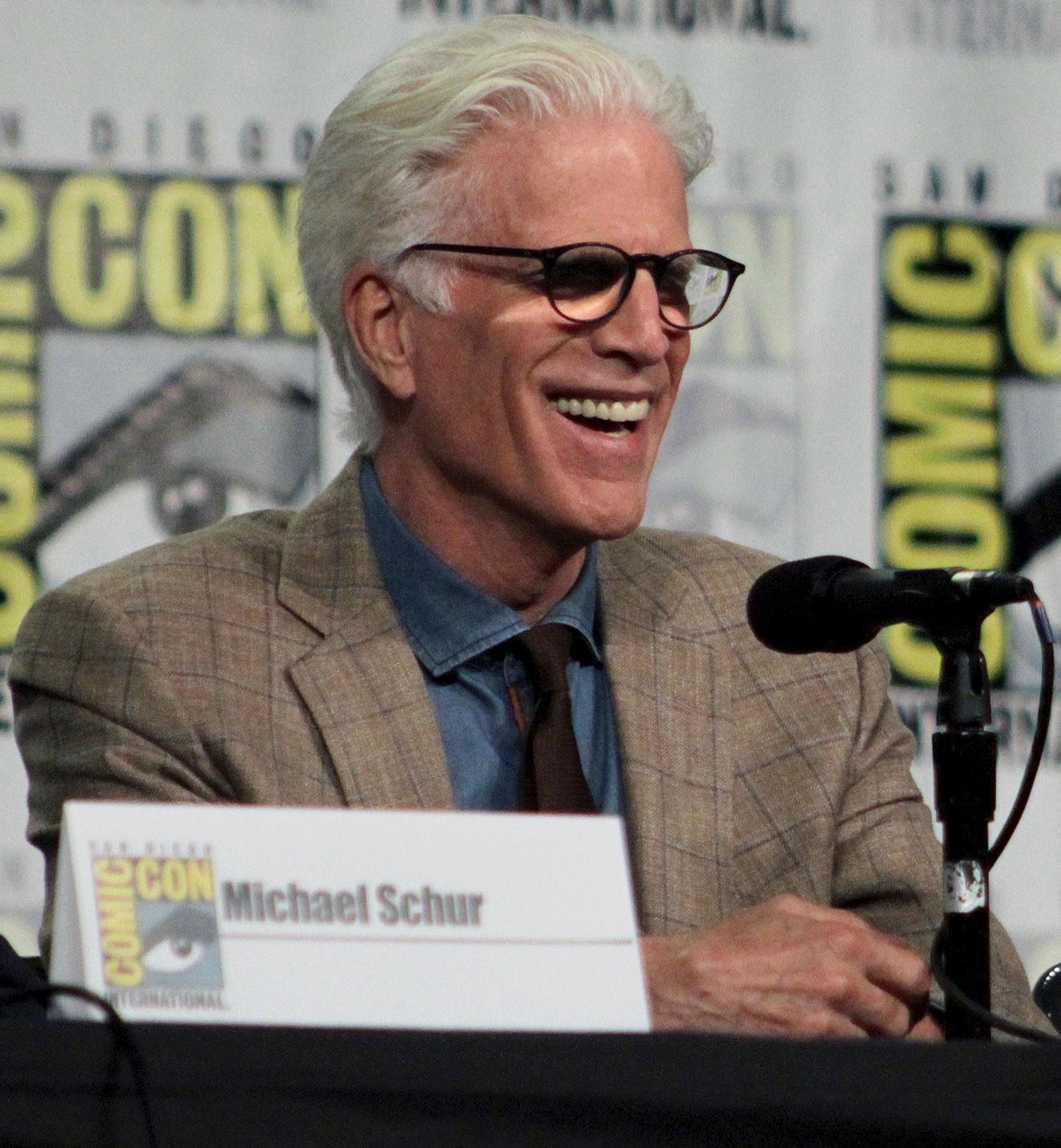
تد دنسن — Best Actor in a Miniseries or Television Film, winner

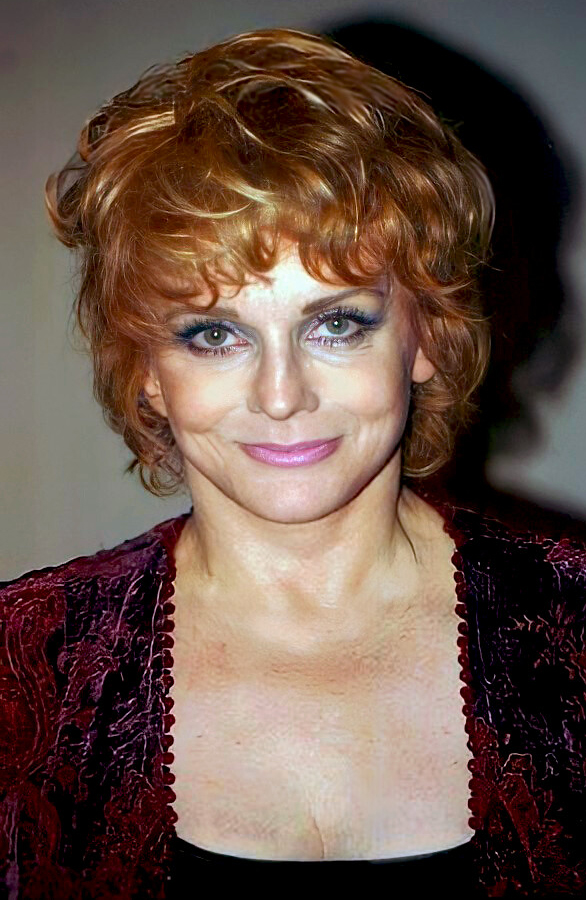
آن مارگرت — Best Actress in a Miniseries or Television Film, winner

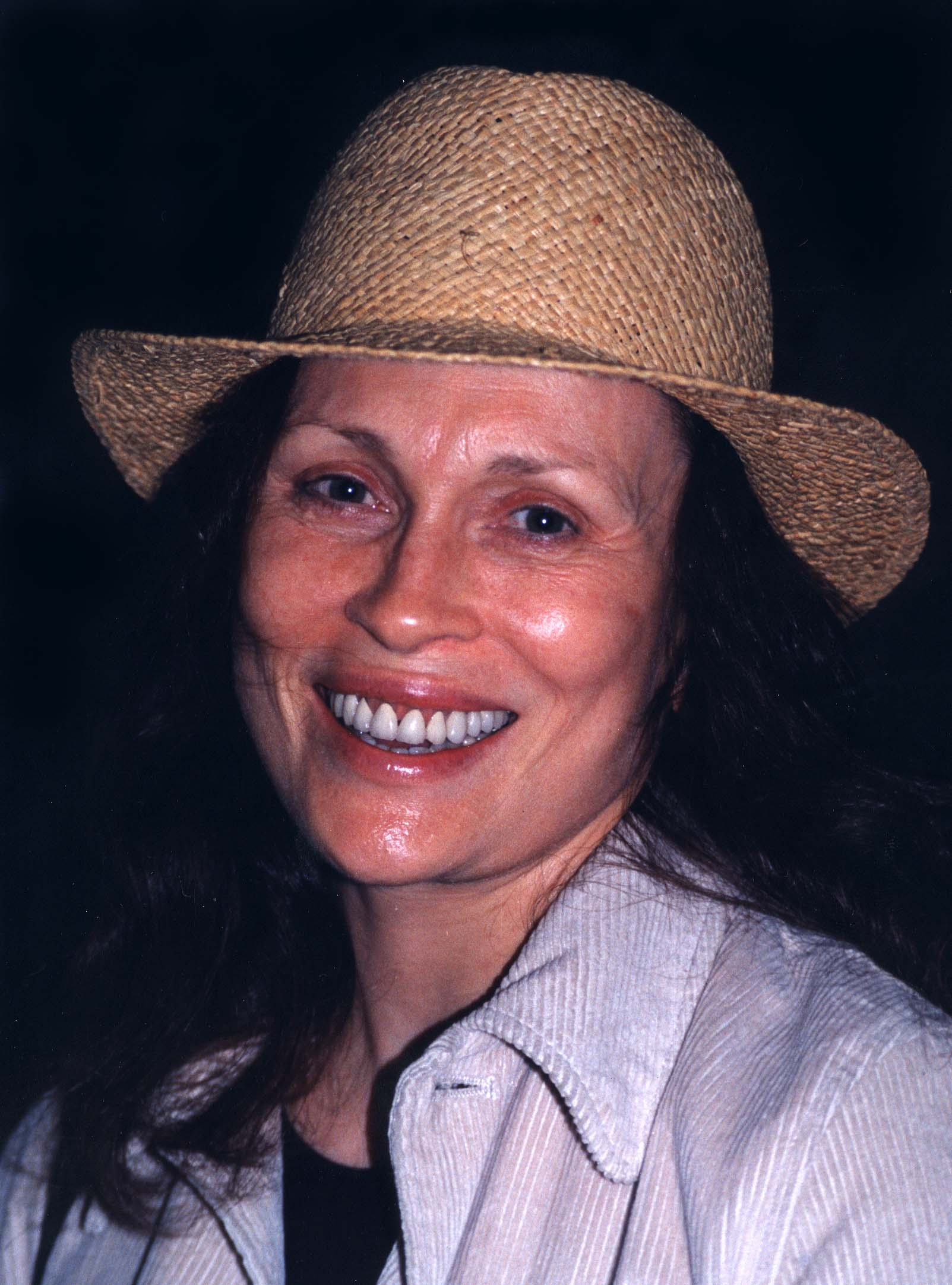
فی داناوی — Best Supporting Actress in a Series, Miniseries or Motion Picture Made for Television, winner

### فیلم سینمایی
| Best Motion Picture | Best Motion Picture |
| جایزه گلدن گلوب بهترین فیلم – درام | جایزه گلدن گلوب بهترین فیلم – موزیکال یا کمدی |
| --- | --- |
| - آمادئوس - انجمن پنبه - میدان‌های کشتار - مکان‌هایی در قلب - داستان یک سرباز | - عشق‌بازی با سنگ - پلیس بورلی هیلز - شکارچیان روح - Micki & Maude - شلپ شلوپ |
| بهترین اجرا در یک فیلم درام | |
| جایزه گلدن گلوب بهترین بازیگر مرد – فیلم درام | جایزه گلدن گلوب بهترین بازیگر زن – فیلم درام |
| - اف. موری آبراهام – آمادئوس در نقش آنتونیو سالییری - جف بریجز – آدم‌فضایی در نقش Starman/Scott Hayden - آلبرت فینی – زیر آتشفشان در نقش Geoffrey Firmin - تام هولس – آمادئوس در نقش ولفگانگ آمادئوس موتسارت - سم واترستون – میدان‌های کشتار در نقش Sydney Schanberg | - سالی فیلد – مکان‌هایی در قلب در نقش Edna Spalding - دایان کیتن – خانم سافل در نقش Kate Soffel - جسیکا لنگ – روستا در نقش Jewell Ivy - ونسا ردگریو – بوستونی‌ها در نقش Olive Chancellor - سیسی اسپیسک – رودخانه در نقش Mae Garvey |
| بهترین اجرا در یک فیلم موزیکال یا کمدی | |
| جایزه گلدن گلوب بهترین بازیگر مرد – فیلم موزیکال یا کمدی | جایزه گلدن گلوب بهترین بازیگر زن – فیلم موزیکال یا کمدی |
| - دادلی مور – Micki & Maude در نقش Rob Salinger - استیو مارتین – همه من در نقش Roger Cobb - ادی مورفی – پلیس بورلی هیلز در نقش Axel Foley - بیل مری – شکارچیان روح در نقش Peter Venkman - رابین ویلیامز – مسکو روی هادسن در نقش Vladimir Ivanov                    | - کاتلین ترنر – عشق‌بازی با سنگ در نقش Joan Wilder - آن بنکرافت – گاربو حرف می‌زند در نقش Estelle Rolfe - میا فارو – برادوی دنی رز در نقش Tina Vitale - شلی لانگ – تفاوت‌های غیرقابل مقایسه در نقش Lucy Van Patten Brodsky - لی‌لی تاملین – همه من در نقش Edwina Cutwater                                                                                |
| بهترین اجرای مکمل در یک فیلم درام، کمدی یا موزیکال | |
| جایزه گلدن گلوب بهترین بازیگر نقش مکمل مرد | جایزه گلدن گلوب بهترین بازیگر نقش مکمل زن |
| - هاینگ اس. انگور – میدان‌های کشتار در نقش دیث پران - آدولف سزار – داستان یک سرباز در نقش Sgt. Waters - ریچارد کرنا – The Flamingo Kid در نقش Phil Brody - جفری جونز – آمادئوس در نقش یوزف دوم، امپراتور مقدس روم - پت موریتا – بچه کاراته‌کار در نقش Mr. Miyagi     | - پگی اشکرافت – گذرگاهی به هند در نقش Mrs. Moore - درو بریمور – تفاوت‌های غیرقابل مقایسه در نقش Casey Brodsky - کیم بیسینگر – استعداد ذاتی در نقش Memo Paris - جکلین بیسیت – زیر آتشفشان در نقش Yvonne Firmin - ملانی گریفیث – بادی دابل در نقش Holly Body - کریستین لاتی – Swing Shift در نقش Hazel Zanussi - لزلی ان وارن – ترانه‌پرداز در نقش Gilda |
| سایر | |
| جایزه گلدن گلوب بهترین کارگردانی | جایزه گلدن گلوب بهترین فیلم‌نامه |
| - میلوش فورمن – آمادئوس - فرانسیس فورد کوپولا – انجمن پنبه - رولند جافه – میدان‌های کشتار - دیوید لین – گذرگاهی به هند - سرجو لئونه – روزی روزگاری در آمریکا | - آمادئوس – پیتر شیفر - میدان‌های کشتار – بروس رابینسون - گذرگاهی به هند – دیوید لین - مکان‌هایی در قلب – رابرت بنتون - داستان یک سرباز – Charles Fuller |
| جایزه گلدن گلوب بهترین موسیقی | جایزه گلدن گلوب بهترین ترانه غیراقتباسی |
| - گذرگاهی به هند – موریس ژار - میدان‌های کشتار – مایک اولدفیلد - روزی روزگاری در آمریکا – انیو موریکونه - رودخانه – جان ویلیامز - آدم‌فضایی – جک نیچه | - "I Just Called to Say I Love You" (استیوی واندر) – زن سرخ‌پوش - "علی‌رغم همه مشکل‌ها" (فیل کالینز) – Against All Odds - "Footloose" (Kenny Loggins, دین پیچفورد) – آزاد - "شکارچیان روح" (ری پارکر جونیور) – شکارچیان روح - "No More Lonely Nights" (پل مک‌کارتنی) – Give My Regards to Broad Street - "وقتی فاخته‌ها می‌گریند" (پرینس) – باران ارغوانی  |
| جایزه گلدن گلوب بهترین فیلم غیر انگلیسی‌زبان | |
| - گذرگاهی به هند (بریتانیا) - کارمن (فرانسه) - حرکات خطرناک (سوئیس) - پاریس، تگزاس (آلمان غربی/فرانسه) - A Sunday in the Country (فرانسه) | |

فیلم های زیر چندین نامزدی دریافت کردند:
| نامزدی‌ها | عنوان فیلم              |
| -------- | ----------------------- |
| ۶        | میدان‌های کشتار          |
| ۵        | آمادئوس                 |
| ۵        | گذرگاهی به هند          |
| ۳        | شکارچیان روح            |
| ۳        | مکان‌هایی در قلب         |
| ۳        | داستان یک سرباز         |
| ۲        | همه من                  |
| ۲        | پلیس بورلی هیلز         |
| ۲        | انجمن پنبه              |
| ۲        | تفاوت‌های غیرقابل مقایسه |
| ۲        | Micki & Maude           |
| ۲        | رودخانه                 |
| ۲        | عشق‌بازی با سنگ          |
| ۲        | آدم‌فضایی                |
| ۲        | زیر آتشفشان             |

The following films received multiple wins:
| برندگان | عنوان فیلم          |
| ------- | ------------------- |
| ۴       | Amadeus             |
| ۳       | A Passage to India  |
| ۲       | Romancing the Stone |

### مجموعه تلویزیونی
| بهترین مجموعه تلویزیونی | بهترین مجموعه تلویزیونی |
| درام | موزیکال یا کمدی |
| --- | --- |
| Murder, She Wrote - Cagney & Lacey - دودمان - Hill Street Blues - St. Elsewhere | The Cosby Show - چیرز - Fame - The Jeffersons - Kate & Allie |
| بهترین اجرا در یک مجموعه تلویزیونی درام | |
| هنرپیشه مرد | هنرپیشه زن |
| تام سلک - Magnum, P.I. در نقش Thomas Sullivan Magnum III - جیمز برولین - Hotel در نقش Peter McDermott - جان فورسایث - دودمان در نقش Blake Carrington - لری هگمن - دالاس در نقش J.R. Ewing - استیسی کیچ - Mickey Spillane's Mike Hammer در نقش Mike Hammer - دانیل جی. تراونتی - Hill Street Blues در نقش Captain Francis "Frank" Furillo | آنجلا لنسبوری - Murder, She Wrote در نقش Jessica Fletcher - جوآن کالینز - دودمان در نقش Alexis Colby - تاین دالی - Cagney & Lacey در نقش Det. Marry Beth Lacey - لیندا ایوانز - دودمان در نقش Krystle Carrington - شارون گلس - Cagney & Lacey در نقش Det. Sgt. Christine Cagney - کیت جکسون - Scarecrow and Mrs. King در نقش Amanda King |
| بهترین اجرا در یک Television Series – Musical or Comedy | |
| هنرپیشه مرد | هنرپیشه زن |
| بیل کازبی - The Cosby Show در نقش Dr. Heathcliff "Cliff" Huxtable - تد دنسن - چیرز در نقش Sam Malone - رابرت گویلام - Benson در نقش Benson DuBois - شرمان همسلی - The Jeffersons در نقش George Jefferson - باب نیوهارت - Newhart در نقش Dick Loudon                                                                                      | شلی لانگ - چیرز در نقش Diane Chambers - دبی آلن - Fame در نقش Lydia Grant - نل کارتر - Gimme a Break! در نقش Nellie "Nell" Ruth Harper - سوزان کلارک - Webster در نقش Katherine Calder-Young Papadopolis - جین کرتین - Kate & Allie در نقش Allison "Allie" Julia Charlotte - ایزابل سنفرد - The Jeffersons در نقش Louise Jefferson       |
| بهترین اجرا در یک مینی‌سریال یا تله‌فیلم | |
| هنرپیشه مرد | هنرپیشه زن |
| تد دنسن - Something About Amelia در نقش Steven Bennett - جیمز گارنر - Heartsounds در نقش Harold Lear - سم نیل - رایلی، تک‌خال جاسوس‌ها در نقش Sidney Reilly - جیسون روباردز - Sakharov در نقش آندره ساخاروف - تریت ویلیامز - اتوبوسی به نام هوس در نقش Stanley Kowalski                                                                    | آن مارگرت - اتوبوسی به نام هوس در نقش Blanche DuBois - گلن کلوز - Something About Amelia در نقش Gail Bennett - فارا فاست - The Burning Bed در نقش Francine Hughes - جین فوندا - The Dollmaker در نقش Gertie - گلندا جکسون - Sakharov در نقش Yelena Bonner                                                                                |
| بهترین اجرای مکمل in a Series, Miniseries or Television Film | |
| Supporting Actor | Supporting Actress |
| پال له مت - The Burning Bed در نقش James Berlin "Mickey" Hughes - پیرس برازنان - Nancy Astor در نقش Robert Gould Shaw - جان هیلرمن - Magnum, P.I. در نقش Johnathan Quayle Higgins III - بن ورین - Ellis Island در نقش Roscoe Haines - بروس وایتز - Hill Street Blues در نقش Det. Mick Belker                                             | فی داناوی - Ellis Island در نقش Maud Chareris - سلما دیاموند - Night Court در نقش Selma Hacker - مارلا گیبس - The Jeffersons در نقش Florence Johnston - جینا لولوبریجیدا - Falcon Crest در نقش Francesca Gioberti - رئا پرلمان - چیرز در نقش Carla Tortelli - رکسانا زال - Something About Amelia در نقش Amelia Bennett                  |
| Best Miniseries or Television Film | |
| Something About Amelia - The Burning Bed - The Dollmaker - Sakharov - اتوبوسی به نام هوس | |

The following programs received multiple nominations:
| Nominations | Title                  |
| ----------- | ---------------------- |
| ۴           | چیرز                   |
| ۴           | The Jeffersons         |
| ۴           | Something About Amelia |
| ۳           | The Burning Bed        |
| ۳           | Cagney & Lacey         |
| ۳           | دودمان                 |
| ۳           | Hill Street Blues      |
| ۳           | Sakharov               |
| ۳           | اتوبوسی به نام هوس     |
| ۲           | The Cosby Show         |
| ۲           | The Dollmaker          |
| ۲           | Fame                   |
| ۲           | Kate & Allie           |
| ۲           | Magnum P.I.            |
| ۲           | Murder, She Wrote      |

The following programs received multiple wins:
| Wins | Title                  |
| ---- | ---------------------- |
| ۲    | The Cosby Show         |
| ۲    | Murder, She Wrote      |
| ۲    | Something About Amelia |

## Ceremony

### Presenters
- کریستوفر اتکینز
- کرن بلک
- بروس باکسلیتنر
- سونیا براگا
- آیلین برنان
- داین کارول
- لیندا کارتر
- نل کارتر
- جوانا کسیدی
- ماری کرازبی
- جیمی لی کرتیس
- انجی دیکینسون
- فی داناوی
- مورگان فیرچایلد
- پیتر فالک
- پیتر فوندا
- گلن فورد
- الیوت گولد
- استوارت گرانجر
- اینگلبرت هامپردینک
- آن جیلیان
- هاوارد کیل
- کریس کریستوفرسون
- داین لین
- کلوریس لیچمن
- Rich Little
- تونی لو بیانکو
- راب لو
- Marilyn McCoo
- دونا میلز
- لایزا مینلی
- مایکل پاری
- نیا پیپلز
- جرج پپارد
- آلفونسو ریبیرو
- ریکی شرودر
- ویلیام شاتنر
- بروک شیلدز
- اندرو استیونز
- سیسیلی تایسون

### جایزه گلدن گلوب سیسیل بی. دمیل
الیزابت تیلور